# Bogopol (kraï du Primorié)
Bogopol (en russe : Богопо́ль, littéralement la « ville de Dieu »), est un village du kraï du Primorié en Extrême-Orient russe. Il se trouve dans le raïon de Kavalerovo, dans le sud-est du Primorié, et sa population s'élevait à 227 habitants au recensement de 2010. Il est le plus vieux village du raïon, fondé en 1907.

## Géographie
La localité est située dans le kraï du Primorié, un sujet de l'Extrême-Orient de la Russie, en Mandchourie-Extérieure, autrefois chinoise (avant 1860), et le kraï se trouve dans le district fédéral Extrême-Oriental. Bogopol est l'une des dix localités du raïon de Kavalerovo, un raïon de l'est du kraï. Son centre administratif est la commune urbaine de Kavalerovo. La région est recouverte par les montagnes du Sikhote-Aline.
Bogopol, comme tout le kraï du Primorié, est située dans le fuseau horaire MSK+7 (heure de Vladivostok). Le décalage horaire appliqué par rapport au temps universel coordonné est +10:00.
De 2015 à 2021, Bogopol faisait partie de l'établissement rural d'* Oustinovka, avant que les municipalités du raïon ne soient dissoutes,.

## Histoire
La localité a été fondée en 1907.

## Démographie
Recensements (*) et estimations de la population,,,,:
| 1915 | 1926* | 2002 * | 2010* |
| ---- | ----- | ------ | ----- |
| 247  | 363   | 315    | 227   |

En 2002, sur les 315 habitants, il y avait 94 % de Russes.

## Galerie

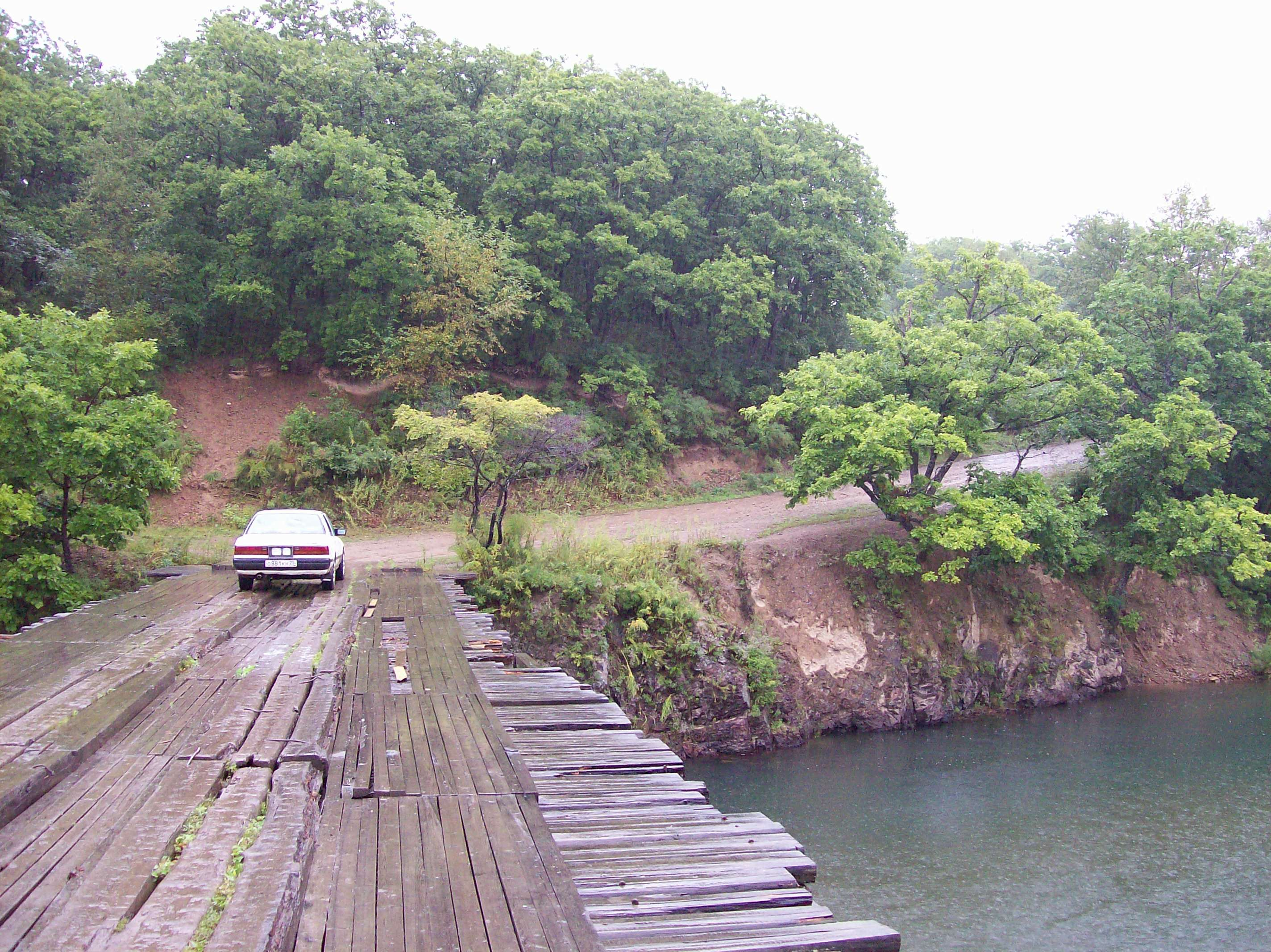
Pont sur la rivière Zerkalnaïa près du village de Bogopol.
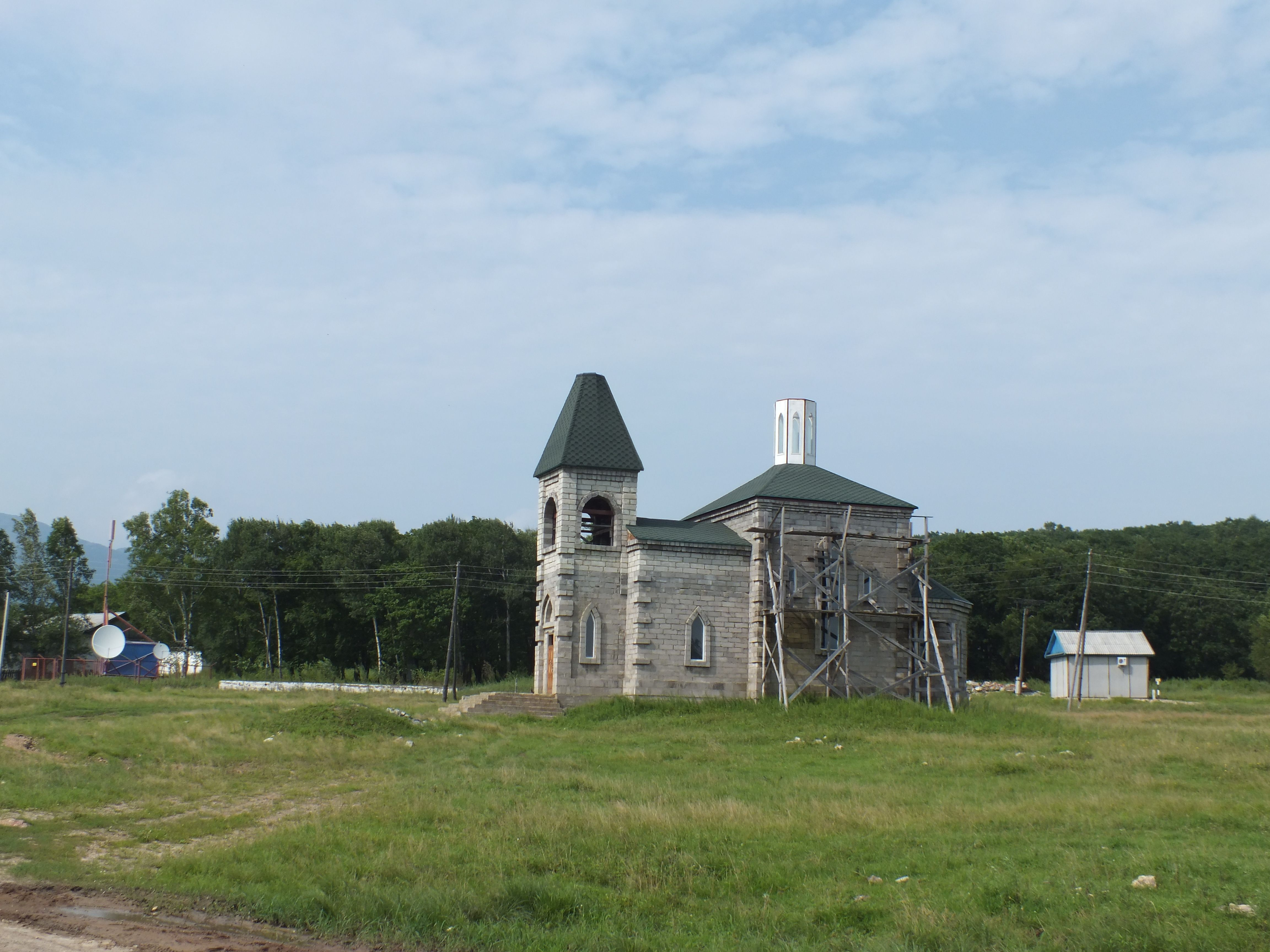
Église en construction
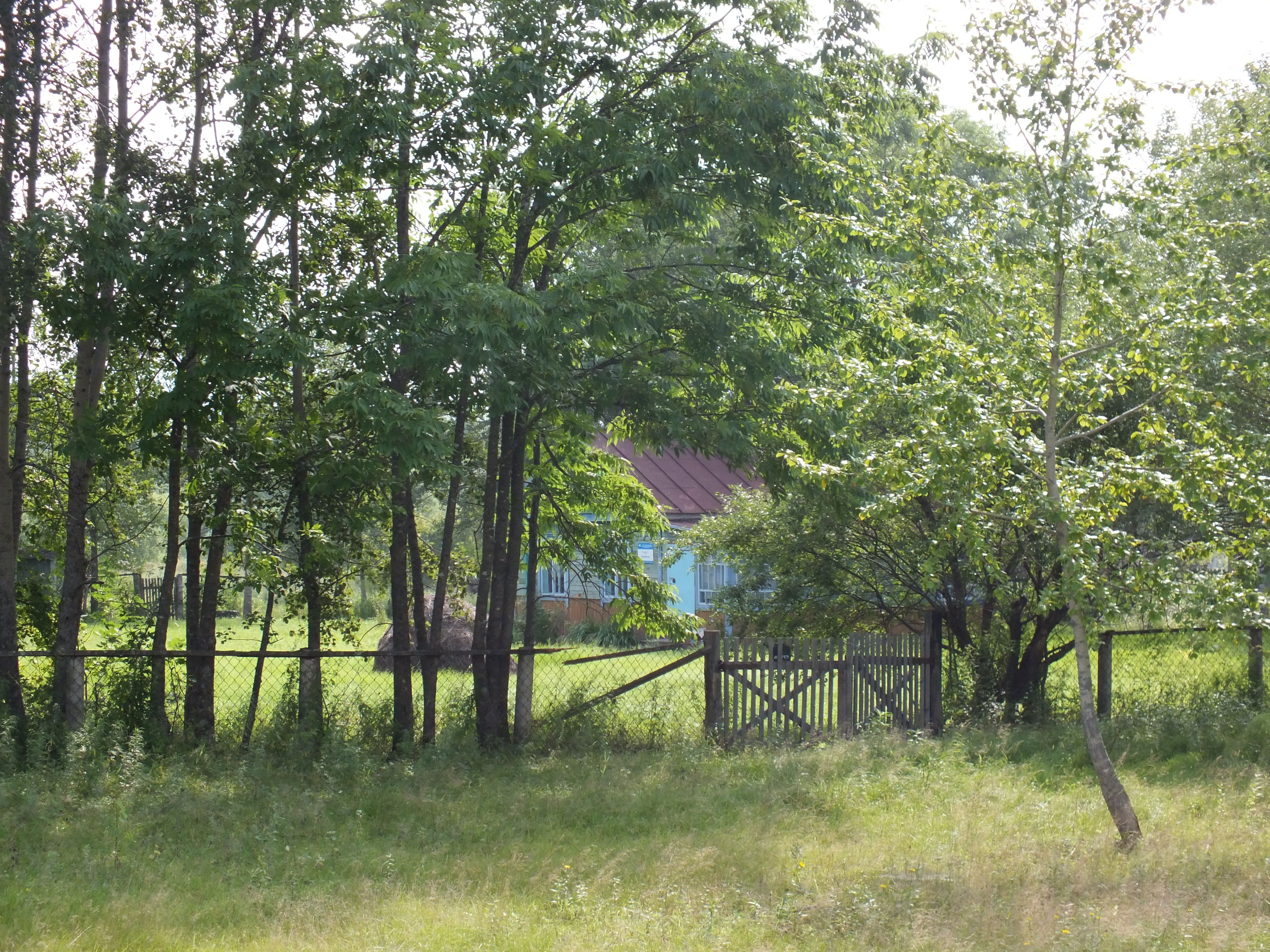
Station météo dans le village de Bogopol.